# Срединный граф

Планарный граф (синий) и его срединный граф (красный).

Срединный граф — граф, представляющий рёбра смежности внутри граней заданного планарного графа.

## Формальное определение
Если задан связный планарный граф {\displaystyle G}, его срединный граф {\displaystyle M(G)} содержит:
- вершину для каждого ребра {\displaystyle G},
- ребро между двумя вершинами для каждой грани {\displaystyle G}, если на ней рёбра графа {\displaystyle G} идут подряд.

Срединный граф несвязного графа является несвязным объединением срединных графов компонент связности.

## Свойства

Оба красных графа являются срединными графами синего графа, но они не изоморфны.

Поскольку срединный граф зависит от способа вложения, срединный граф не единственен в том смысле, что один и тот же планарный граф может иметь несколько неизоморфных срединных графов. И обратно, неизоморфные графы могут иметь тот же самый срединный граф. В частности, планарный граф и его двойственный граф имеют один срединный граф.
Срединные графы являются 4-регулярными графами. При этом любой 4-регулярный планарный граф является срединным графом некоторого планарного графа. Для связного 4-регулярного планарного графа {\displaystyle H} планарный граф {\displaystyle G}, для которого {\displaystyle H} является срединным, можно построить следующим образом: раскрашиваются грани {\displaystyle G} в два цвета (что возможно, поскольку {\displaystyle H} является эйлеровым, и поскольку двойственный графу {\displaystyle H} является двудольным); вершины в {\displaystyle G} соответствуют граням одного цвета в {\displaystyle H}. Эти вершины соединены ребром для каждой общей (для двух граней) вершины в {\displaystyle H}. Заметим, что проделывая данное построение с гранями другого цвета, получим двойственный {\displaystyle G} граф.
Если два графа имеют один срединный граф, они двойственны.

## Ориентированный срединный граф

Планарный граф (синий) и его ориентированный срединный граф (красный). Ориентация введена таким образом, чтобы серые грани (содержащие вершины исходного графа) оказывались слева.

В серединный граф может быть введена ориентация: для этого осуществляется раскраска срединного графа в два цвета в зависимости от того, содержит ли грань срединного графа вершины исходного графа или нет, а ориентация вводится таким образом, чтобы грани какого-либо из цветов оказывались слева от рёбер.
Планарный граф и его двойственный имеют разные ориентированные срединные графы, которые являются обратными друг другу.

## Многочлен Татта
Для планарного графа {\displaystyle G} удвоенное значение многочлена Татта в точке (3,3) равно сумме по взвешенным эйлеровым ориентациям в срединном графе {\displaystyle G}, где вес ориентации равен {\displaystyle 2^{s}} ({\displaystyle s} — число седловых вершин ориентации, то есть число вершин, у которых инцидентные дуги упорядочены по циклу «входящая — исходящая — входящая — исходящая»). Поскольку многочлен Татта является инвариантом при вложениях, результат показывает, что для заданного графа любой срединный граф имеет одну и ту же взвешенную сумму эйлеровых ориентаций.
Используя ориентированный срединный граф можно эффективно обобщить результат вычисления многочлена Татта в точке (3,3). Для планарного графа {\displaystyle G}, умноженное на {\displaystyle n} значение многочлена Татта в точке {\displaystyle (n+1,n+1)} равно взвешенной сумме всех раскрасок дуг в {\displaystyle n} цвета в ориентированном срединном графе графа {\displaystyle G}, так что каждое (возможно пустое) множество дуг одного цвета образует ориентированный эйлеров граф, где вес эйлеровой ориентации равен {\displaystyle 2^{s}} ({\displaystyle s} — количество одноцветных вершин, то есть вершин, все четыре ребра, инцидентные которой, имеют один цвет).